# Aïcha, job à tout prix
Pour les articles homonymes, voir Aïcha (homonymie).
Aïcha, job à tout prix est un téléfilm français de Yamina Benguigui, diffusé le 2 mars 2011 sur France 2.

## Synopsis
Aïcha travaille maintenant comme stagiaire, à cinq cents mètres de chez elle, dans l'antenne locale d'un grand groupe parisien. Elle rêve de passer de l'autre côté du périphérique pour intégrer le siège, à Paris, mais une nouvelle arrivante nommée Gloria a le même but et est prête à tout pour obtenir ce poste. Dans ce volet, Aïcha devra faire face à de nouvelles épreuves et tenter de calmer le vent de panique que sème sa cousine Nedjma au sein de la cité.
Le troisième volet est prévu en septembre 2011.

## Fiche technique
- Réalisation : Yamina Benguigui
- Scénario : Yamina Benguigui
- Photographie : Nicolas Guicheteau
- Son : Claud Bertrand
- Décors : Frankie Diago
- Costumes : Malika Khelfa
- Montage : Nadia Ben Rachid
- Musique : Bruno Cheno
- Production : Philippe Dupuis Mendel, Dominique Lancelot, Marc Ladreit de Lacharrière
- Société de production : Elemiah, France Télévisions
- Pays d'origine : France
- Date de diffusion : 2 mars 2011 sur France 2
- Durée : 97 minutes

## Distribution
- Sofia Essaïdi : Aïcha
- Rabia Mokkedem : Mme Bouamazza
- Shemss Audat : Nedjma
- Amidou : M. Bouamazza
- Farida Khelfa : Malika
- Biyouna : Biyouna
- Linda Bouhenni : Farida
- Priscilla Attal : Lisa
- Saïda Jawad : Gloria
- Isabelle Adjani : le docteur Assoussa
- Cyrielle Clair : Albane Granger
- Bibi Naceri : Abdel
- Axel Kiener : Patrick
- Bernard Montiel : lui-même
- Abel Jafri : Mourad